# Wu Zhaonan
Dans ce nom, le nom de famille précède le nom personnel.
Wu Zhaonan, (chinois simplifié: 吳兆南; pinyin: Wu Chao-nan), né le 14 janvier 1926, mort le 14 octobre 2018, est un acteur du xiangsheng, considéré officiellement, par le gouvernement taïwanais, comme un « trésor national ». Il a reçu le Prix d'excellence pour l'ensemble de ses réalisations de la part du Lincoln Center for the Performing Arts et le Golden Melody Award (en) pour l'ensemble de ses contributions. Avant de devenir comédien, il a tenu un stand de nourriture à Taipei où il a créé et popularisé le barbecue mongol.

## Biographie
Wu Zhaonan est né à Pékin en République de Chine, le 14 janvier 1926. Il est diplômé en économie de l'Université de Chine (zh).
Il s'enfuit à Taïwan lorsque le Parti communiste chinois s'empare de la Chine continentale et ouvre un stand de nourriture dans la rue, à Yingqiao (zh), Taipei, en 1951, où il crée le populaire barbecue mongol,,. Il voulait, à l'origine, l'appeler barbecue de Beijing, mais en raison de son attachement politique avec cette ville, récemment désignée comme capitale du pays, il préfère s'installer avec le barbecue mongol, bien qu'il ne connaisse rien à la Mongolie, et qu'il n'a aucun lien direct avec ce pays.
Le stand de Wu devient très populaire et attire même des diplomates étrangers et des hommes d'affaires fortunés en tant que clients alors qu'il s'agit d'un restaurant bon marché. Cependant, il est détruit par la suite par une inondation à l'occasion d'un cyclone tropical, dans lequel Wu a failli se noyer. Lorsqu'il quitte la restauration pour privilégier sa carrière dans le xiangsheng, de nombreux imitateurs apparaissent pour capitaliser sur la popularité du plat qu'il a créé et qui est ensuite introduit dans l'Ouest.

## Carrière dans le xiangsheng
Wu Zhaonan a commencé à jouer du xiangsheng en 1951 et a ensuite quitté progressivement la restauration à mesure que sa popularité grandissait. Interprète à la radio et sur scène, il devient l'un des acteurs les plus célèbres du xiangsheng à Taiwan. Il s'est souvent associé à Wei Lung-hao (zh), et leur émission de radio est devenue un souvenir emblématique à Taiwan,.

### Source de la traduction
- (en) Cet article est partiellement ou en totalité issu de l’article de Wikipédia en anglais intitulé « Wu Zhaonan » (voir la liste des auteurs).